# Processo formulare romano
Il processo formulare, nel diritto dell'antica Roma, costituì il procedimento processuale ordinario dal III secolo a.C. e per tutto il periodo classico, nato per l'esigenza di offrire tutela anche a coloro che non potevano esercitare le legis actiones, cioè i non cittadini romani e di tutelare nuove situazioni giuridiche nate con l'espansione dei territori romani. 
Tale schema non si basava come il lege agere sulla pronuncia di precise ed immutabili parole (certa verba) bensì sulla pronuncia di "formulae", ovvero il corrispondente delle "actiones", contenute nell'editto che il pretore urbano emanava ogni anno.

## Storia
Il processo formulare era molto più snello e vi rientravano molte più posizioni giuridiche.
Secondo quanto riferisce il giurista Gaio nelle sue Istituzioni, il processo formulare si sarebbe affermato per i vantaggi che presentava rispetto alle legis actiones, fruibili soltanto dai cittadini romani (cives) e, per di più, eccessivamente caratterizzate da un rigoroso formalismo. Nelle legis actiones, infatti, ogni errore, anche minimo, nella pronuncia dei certa verba o nel compimento dei gesti previsti dal rituale avrebbe comportato la perdita della lite. Lo stesso Gaio riporta l'esempio di un tale che aveva perso la lite relativa ad alcune viti tagliate (de vitibus succisis) perché aveva menzionato nel formulario le viti anziché gli alberi di cui si parlava nella legge delle Dodici Tavole (Gai. 4.11). Per questa loro eccessiva sottigliezza tutte le legis actiones furono odiate sempre di più ("paulatim in odium venerunt"): si litigò "per concepta verba, id est per formulas" (Gai 4.30).
Essendo stato introdotto dai pretori in virtù del loro imperium e della loro iurisdictio, il processo per formulas apparteneva in origine allo ius honorarium, e non poteva dunque essere utilizzato per le controversie basate sullo ius civile. Solo nel II secolo a.C., in concomitanza con una grande diffusione del processo per formulas venne emanata la Lex Aebutia de formulis con la quale divenne legittimo l'utilizzo del processo per formulas anche per far valere diritti fondati sullo ius civile. 
Al tempo della riforma giudiziaria operata da Augusto con la Lex Iulia iudiciorum privatorum (17 a.C.) l'agere per formulas soppiantò del tutto le legis actiones e divenne l'unica procedura vigente, tranne in due casi (Gai. 4.30-31).
Diffuso ancora al tempo di Diocleziano, tale forma di processo andò progressivamente decadendo, fino a essere formalmente abolito nel 342 con una costituzione imperiale di Costanzo e Costante, figli dell'imperatore Costantino.

## Caratteri del processo formulare
Mentre le legis actiones erano cinque diversi moduli processuali, (riti, di cui tre "dichiarativi" e due "esecutivi") il processo formulare aveva carattere unitario in relazione al procedimento. Tale procedimento era bifasico, e si articolava in una prima fase innanzi al magistrato giusdicente (fase in iure), e una seconda fase innanzi a un giudice privato (fase apud iudicem o in iudicio).
Nella prima fase (in iure) era richiesta la presenza di entrambe le parti in causa, non essendo consentito un processo contumaciale. Per questo scopo la parte che prendeva l'iniziativa processuale (attore, actor) avrebbe dovuto chiamare in giudizio l'altra parte (convenuto, vocatus) con un atto detto in ius vocatio (chiamata in giudizio). Contro il convenuto chiamato in giudizio che non avesse seguito l'attore in iure, era considerato indefensus e si davano gravi sanzioni.
Provocata così la presenza in giudizio del convenuto, le parti illustravano informalmente le proprie ragioni al magistrato giusdicente, e sotto la sua direzione trasfondevano i termini della controversia nella formula, in base alla quale poi il giudice privato avrebbe dovuto giudicare nella seconda fase del processo. Raggiunto l'accordo sulla redazione della formula, si aveva la litis contestatio, con cui si chiudeva la fase in iure, e si poteva passare alla fase apud iudicem. Il compimento della litis contestatio aveva  effetti estintivi ed effetti cosiddetti conservativi, perché una volta compiuta impediva che la stessa controversia potesse riproporsi sullo stesso oggetto fra le medesime parti (anche a ruoli processuali invertiti) sulla scorta del principio "bis de eadem re ne sit actio", a meno che non fosse stata concessa praescriptio. La litis contestatio constava della iudicium dabat, iudicium dictabat e della iudicium accipiebat. Il pretore concedeva formalmente la formula quindi formalmente comunicava l'assegnazione di quella formula, l'attore doveva leggere ad alta voce e lentamente- appunto dettare- la formula al convenuto (iudicium dictabat) il quale l'accettava (iudicium accipiebat).
Come si accennava, questa seconda fase si svolgeva innanzi a un giudice privato, che era scelto di comune accordo dalle parti da alcune liste periodicamente aggiornate. Il giudice poteva essere unico (iudex unus) o collegiale. Giudici collegiali erano i recuperatores, che solitamente in numero di tre giudicavano in talune controversie come le liti di libertà o i processi per iniuria o rapina, quindi delitti più gravi. Il giudice scelto dalle parti e nominato dal giudice veniva indicato all'inizio della formula (Titius iudex esto; oppure Lucius, Aquilius et Aemilius recuperatores sunto), e investito dal magistrato giusdicente del potere, ma anche del dovere di giudicare con lo iussus iudicandi, sicché non avrebbe potuto non emettere la sentenza.
Va ricordato che a fronte dell'oralità delle legis actiones il processo formulare si caratterizzava per l'uso della scrittura, perché si fondava appunto su un programma di giudizio scritto, la formula.

La sentenza di condanna era sempre espressa in una somma di denaro, e contro di essa non era ammessa la possibilità di proporre appello. Ciò si spiega con il fatto che la sentenza era emanata da un giudice privato, che non aveva superiori gerarchici innanzi ai quali poter chiedere il riesame del giudizio (come invece era previsto per la cognitio extra ordinem dove era sempre ammesso il ricorso al princeps).

## Parti e struttura della formula
Il processo per formulas prende il nome da un documento scritto, detto appunto formula (o iudicium), concordato dalle parti (attore e convenuto) innanzi al magistrato giusdicente, e indirizzato a un giudice privato, unico o collegiale, che avrebbe dovuto emettere la sentenza. Il giudice, infatti, avrebbe dovuto condannare o assolvere il convenuto basandosi sui termini della controversia trasfusi nella formula così come essa veniva concessa dal magistrato giusdicente alla fine della prima fase del processo (fase in iure). La formula, quindi, era il programma di giudizio, rivolto al giudice, sul quale si fondava il processo; e anzi il processo si considerava istituito soltanto quando, con la litis contestatio, il magistrato munito di iurisdictio concedeva la formula (iudicium dabat) così come essa risultava concepita per accordo delle parti in causa, le quali, a loro volta, avrebbero partecipato alla litis contestatio: l'attore infatti iudicium dictabat (recitava la formula) e il convenuto iudicium accipiebat (accettava la formula). Va precisato che nel processo formulare la condanna, come ricorda Gaio nel quarto commentario delle sue Istituzioni, era sempre pecuniaria, e doveva dunque essere espressa in una somma di denaro, non essendo prevista la possibilità di una condanna in ipsam rem, ossia in forma specifica (Gai. 4.48: Omnium autem formularum, quae condemnationem habent, ad pecuniariam aestimationem condemnatio concepta est. Itaque et si corpus aliquod petamus, ueluti fundum hominem uestem aurum argentum, iudex non ipsam rem condemnat eum cum quo actum est, sicut olim fieri solebat, sed aestimata re pecuniam eum condemnat).
Le formule sono dunque programmi di giudizio, rivolti al giudice privato che dovrà emettere la sentenza, fondamentalmente strutturate come un discorso ipotetico e alternativo; vi erano, però, anche schemi verbali strutturati diversamente, come per esempio i praeiudicia, in cui al giudice si imponeva semplicemente di verificare una determinata circostanza (le cosiddette azioni di mero accertamento), di fatto o di diritto, senza procedere ad alcuna condanna (Gai. 4.44).
I modelli delle formule erano previsti negli editti dei magistrati muniti di iurisdictio: fondamentalmente, in quelli dei due pretori (urbano e peregrino), ma anche degli edili curuli. Oltre a queste formulae, il magistrato giusdicente avrebbe potuto accordare, di volta in volta, anche altri programmi di giudizio concepiti in funzione del caso concreto prospettatogli dalle parti, e in tali ipotesi gli schemi formulari si dicevano actiones in factum. Quando lo avesse ritenuto opportuno, inoltre, il magistrato avrebbe potuto anche modificare gli schemi formulari delle azioni previste nell'editto (cosiddette azioni dirette), inserendovi, a seconda dei casi, alcuni adattamenti (per esempio, fictiones), allo scopo di aiutare, supplire o correggere lo ius civile (adiuvandi vel supplendi vel corrigendi iuris civilis gratia).
Nel processo formulare, comunque, le azioni erano tipiche; e tipica era anche, in età classica, la tecnica con la quale le formule delle azioni previste nell'editto erano costruite. Analizzando la struttura delle varie formule i giuristi romani ne individuarono gli elementi costitutivi (partes formulae) e la tecnica con cui essi potevano esser fra loro combinati, distinguendo alcune parti che ricorrevano più frequentemente nella pratica, e che oggi vengono comunemente dette parti ordinarie. Gaio ci elenca quattro  partes formularum nelle sue Istituzioni fornendo di ciascuna la definizione:
Gai. 4.40. Demonstratio est ea pars formulae, quae principio ideo inseritur, ut demonstretur res, de qua agitur, uelut haec pars formulae: QVOD AVLVS AGERIVS NVMERIO NEGIDIO HOMINEM VENDIDIT, item haec: QVOD AVLVS AGERIVS <APVD> NVMERIVM NEGIDIVM HOMINEM DEPOSVIT.
Gai. 4.41. Intentio est ea pars formulae, qua actor desiderium suum concludit, uelut haec pars formulae: SI PARET NVMERIVM NEGIDIVM AVLO AGERIO SESTERTIVM X MILIA DARE OPORTERE; item haec: QVIDQVID PARET NVMERIVM NEGIDIVM AVLO AGERIO DARE FACERE <OPORTERE>; item haec: SI PARET HOMINEM EX IVRE QVIRITIVM AVLI AGERII ESSE.
Gai. 4.42. Adiudicatio est ea pars formulae, qua permittitur iudici rem alicui ex litigatoribus adiudicare, uelut si inter coheredes familiae erciscundae agatur aut inter socios communi diuidundo aut inter uicinos finium regundorum. nam illic ita est: QVANTVM ADIVDICARI OPORTET, IVDEX, Titio ADIVDICATO.
Gai. 4.43. Condemnatio est ea pars formulae, qua iudici condemnandi absoluendiue potestas permittitur, uelut haec pars formulae: IVDEX, NVMERIVM NEGIDIVM AVLO AGERIO SESTERTIVM X MILIA CONDEMNA. SI NON PARET, ABSOLVE; item haec: IVDEX, N. NEGIDIVM A. AGERIO DVMTAXAT X MILIA CONDEMNATO. SI NON PARET, ABSOLVITO; item haec: IVDEX, N. NEGIDIVM A. AGERIO CONDEMNATO et reliqua, ut non adiciatur DVMTAXAT.»
La demonstratio è quella parte della formula che viene inserita all'inizio, affinché sia indicato l'oggetto della controversia, come ad esempio questa parte della formula: Poiché Aulo Augerio ha venduto a Numerio Negidio uno schiavo, o questa: Poiché Aulo Augerio ha depositato uno schiavo presso Numerio Negidio.
L'intentio è quella parte della formula con la quale l'attore precisa la sua pretesa, come ad esempio questa parte della formula: Se pare che Numero Negidio è tenuto a dare ad Aulo Augerio diecimila sesterzi; oppure questa: Tutto ciò che appare provato che Numerio Negidio è tenuto a fare o a dare ad Aulo Augerio; oppure questa: Se appare provato che lo schiavo appartiene ex iure Quiritium ad Aulo Augerio.
L'adiudicatio è quella parte della formula, con la quale è consentito al giudice di aggiudicare la res ad alcuno tra i contendenti: come ad esempio se si agisca tra coeredi con l'actio familiae erciscundae, o tra soci con l'actio communi dividundo, o tra proprietari di fondi vicini con l'actio finium regundorum. Infatti in questi casi è così: Il giudice attribuisca quanto è da aggiudicare.
La condemnatio è quella parte della formula, con la quale si attribuisce al giudice la potestà di condannare o di assolvere, come questa parte della formula ad esempio: giudice, condanna N. Negidio per diecimila sesterzi in favore di A. Augerio, se non appare provato, assolvilo; oppure: giudice condanna N. Negidio in favore di A. Agerio fino a un massimo di diecimila sesterzi, se non appare provato, assolvilo; oppure: giudice condanna N. Negidio in favore di A. Agerio etc., senza aggiungere 'fino a un massimo di'.»
(Gaio, Istituzioni)
Nell'illustrare queste parti, Gaio tende a rappresentarle come mezzi diretti ad assolvere una determinata funzione.
L'intentio è definita come quella parte della formula a mezzo della quale l'attore esprime la propria pretesa. Tale pretesa poteva essere determinata, e allora l'intentio si diceva certa, oppure indeterminata, e allora la intentio si diceva incerta. L'intentio incerta avrebbe potuto esser preceduta da una demonstratio.
Secondo la rappresentazione gaiana la demonstratio è una parte inserita nella formula allo scopo di individuare la res qua de agitur, ossia di determinare l'oggetto della controversia rispetto all'intentio incerta oppure, nelle formule prive di intentio, come quella dei giudizi divisori e dell'actio iniuriarium, rispetto all'adiudicatio o alla condemnatio.

La condemnatio era invece la parte della formula con la quale si attribuiva al giudice il potere di condannare o assolvere il convenuto a seconda che risultassero o meno fondate le circostanze addotte nelle altre parti della formula che la precedevano. Tale potere può dirsi però attribuito dalla formula nella sua complesso, ecco perché Gaio inquadra la condemnatio come quella pars formulae nella quale erano indicati i criteri attraverso i quali il giudice stabiliva l'eventuale ammontare della condanna. Anche la condemnatio, come l'intentio, poteva essere certa o incerta, secondo che la somma di denaro che ne costituiva oggetto, chiamata anch'essa condemnatio, fosse già indicata nel suo ammontare oppure no. Nelle ipotesi di condemnatio incerta, dunque, sarebbe spettato all'organo giudicante il compito di determinare tale importo secondo i criteri che nella formula erano indicati. In taluni casi questo potere di valutazione poteva essere limitato apponendo alla condemnatio una limitazione, comunemente detta taxatio (Gai. 4.51), ossia un importo massimo che il giudice non avrebbe potuto superare, commettendo altrimenti un illecito (Gai. 4.52).
Se l'intentio era certa l'actor poteva incorrere nel rischio della pluris petitio, ovvero nella richiesta di più di quanto fosse tenuto a chiedere. Per esempio si supponga che Numerio Negidio sia debitore nei confronti di Aulo Agerio di cento sesterzi, ed Aulo Agerio chieda centodieci sesterzi. Come già detto incorrerebbe nella pluris petitio, che porterebbe all'assoluzione del vocatus. Non sorgevano problemi se l'intentio fosse stata incerta, poiché l'ammontare della somma non era chiarificato (e lo sarebbe stato con la DEMONSTRATIO), o se l'actor avesse chiesto meno di quanto fosse tenuto a chiedere (minoris petitio). Per esempio, Aulo Agerio è creditore nei confronti di Numerio Negidio di cento sesterzi e chiede novanta sesterzi. In questo caso il giudice condanna Numerio Negidio a risarcire novanta sesterzi, mentre i restanti dieci sesterzi Aulo Agerio avrebbe potuto chiederli in un secondo momento, con un altro magistrato (pretore), oppure al cambio della carica pretoria.
Nei giudizi divisori (actio familiae erciscundae e actio communi dividundo) e nell'azione per il regolamento dei confini (actio finium regundorum) l'adiudicatio attribuiva al giudice il potere di adiudicare, ossia di attribuire con efficacia costitutiva ai litiganti parti definite di quanto fosse oggetto di divisione giudiziale o parti del terreno confinante.
Subito dopo avere indicato queste quattro partes formulae, Gaio avverte l'esigenza di precisare immediatamente che esse non dovevano essere necessariamente presenti in tutte le formule, e che potevano combinarsi fra loro in modo vario, puntualizzando anche che mentre l'intentio poteva anche stare da sola, ciò non era possibile per le altre parti (Gai. 4.44).
La formula base che risultava dalla combinazione di queste quattro parti, era sempre preceduta dalla nomina del giudice (iudicis nominatio), e poteva essere ulteriormente arricchita da altri elementi formulari, come l'exceptio, la clausola restitutoria (o arbitraria) e la praescriptio.
La exceptio, che poteva essere inserita su richiesta del convenuto fra la intentio e la condemnatio, era espressa in modo da esprimere una condizione negativa della condanna (Gai. 4.116 e 4.119), e serviva a dedurre in giudizio elementi favorevoli al convenuto che, se provati, avrebbero dovuto comportarne l'assoluzione. Anche le exceptiones potevano esser previste nell'editto o esser concesse di volta in volta dal magistrato giusdicente, a seconda delle circostanze concrete prospettategli dalle parti (Gai. 4.118). Se, a sua volta, l'attore avesse voluto opporre circostanze contrarie a quelle dedotte dal convenuto con l'exceptio, nella formula si sarebbe potuto aggiungere, su richiesta dell'attore, un'ulteriore adiectio, detta replicatio. E il convenuto avrebbe potuto opporvi una duplicatio (Gai. 4.126-128); alla duplicatio poteva opporsi ancora una triplicatio. Si trattava in ogni caso di strumenti concessi dal magistrato giusdicente adiuvandi vel supplendi vel corrigendi iuris civilis gratia (più spesso corrigendi). Al limite se la verità dei fatti non era contestata o appariva palese, il pretore poteva denegare actionem, ossia non concedere l'actio e impedire la prosecuzione del processo.
Un'ulteriore clausola che poteva trovar posto in alcune formule era quella con cui si subordinava la condanna alla mancata restitutio da parte del convenuto e in favore dell'attore, su invito del giudice (arbitrio iudicis) nel caso in cui fosse stata accertata la fondatezza di quanto dedotto nell'intentio (e, eventualmente, l'infondatezza di quanto dedotto in un'exceptio). Per restitutio si intendeva la soddisfazione delle richieste dell'attore secondo le modalità indicate dal giudice in questo suo arbitrium de restituendo (o iussum de restituendo).
Tale clausola era detta 'restitutoria' o 'arbitraria', e 'arbitraria' era chiamata, di conseguenza, anche la formula dell'azione che la conteneva. Erano arbitrarie le azioni reali e anche taluni azioni in personam, come la actio de dolo, la actio quod metus causa, la actio aquae pluviae arcendae, la actio Fabiana, la actio redhibitoria.
Prima ancora della nomina del giudice con cui si apriva la formula poteva essere posto un altro elemento che, tecnicamente, non faceva parte della formula, perché lo precedeva, e che per questa ragione era chiamato praescriptio, come si ricorda in Gai 4.132: praescriptiones autem appellatas esse ab eo, quod ante formulas praescribuntur, plus quam manifestum est. Lo stesso Gaio ricorda pure nelle sue Istituzioni che mentre ai suoi tempi (ossia nel II secolo d.C.) tutte le praescriptiones erano in favore dell'attore (pro actore), in passato vi erano anche praescriptiones in favore del convenuto (pro reo), come per esempio quella che si era poi trasformata in una corrispondente exceptio diretta a evitare un praeiudicium alla hereditas (Gai. 4.133). Si è pertanto pensato che la praescriptio pro reo, con l'evoluzione della tecnica formulare, sarebbe stata assorbita all'interno della formula, trasformandosi in exceptio.
Ben poco sappiamo comunque delle praescriptiones pro reo, mentre in relazione alle praescriptiones in favore dell'attore si può dire che potevano avere fondamentalmente due scopi: o quello di limitare gli effetti consuntivi della litis contestatio o quelli di determinare l'oggetto della controversia. In quest'ultimo caso la praescriptio pro actore avrebbe assolto una funzione simile a quella della demonstratio, e tale analogia funzionale ha fatto ipotizzare che nel processo di evoluzione della tecnica formulare la demonstratio potrebbe aver costituito il frutto di un'integrazione all'interno della formula di una praescriptio pro actore con funzione determinativa. Un esempio di questo procedimento di riassorbimento troverebbe appiglio nel programma di giudizio munito di praescriptio inserta formulae loco demonstrationis di cui si discorre in Gai. 4.136. Di ciò parte della dottrina romanistica ha dubitato, continuando più o meno fruttuosamente a discutere se alla praescriptio pro actore possa o meno riconoscersi anche una funzione cosiddetta determinativa, come sembra sia avvenuto nel caso dell'agere praescriptis verbis. Quel che è sicuro, invece, è che la praescriptio poteva giovare all'attore per limitare gli effetti consuntivi della litis contestatio nelle ipotesi in cui si agisse per pretese creditorie frazionabili tutelate da una sola azione (cfr. Gai. 4.130-131).